# Akkalkot
Akkalkot es una ciudad y  municipio situada en el distrito de Solapur en el estado de Maharashtra (India). Su población es de 40103 habitantes (2011). Se encuentra a 39 km de Solapur.

## Demografía
Según el censo de 2011 la población de Akkalkot era de 40103 habitantes, de los cuales 20051 eran hombres y 20052 eran mujeres. Akkalkot tiene una tasa media de alfabetización del 76,09%, inferior a la media estatal del 82,34%: la alfabetización masculina es del 84,58%, y la alfabetización femenina del 67,30%.